# La Mignonnerie
La Mignonnerie est un édifice située à Luynes, en France.

## Localisation
La Mignonnerie est située sur le territoire de la commune de Luynes dans le département d'Indre-et-Loire en région Centre-Val de Loire.

## Description
La Mignonnerie est une demeure d'habitation, caractéristique en Val de Loire. Elle a a gardé une façade intéressante et représentative de l'architecture du XVIIIe siècle et du début du XIXe siècle. Elle reflète l'ascension d'un officier du Premier Empire et de la Restauration,.

## Historique
La Mignonnerie est inscrite partiellement (éléments protégés : les toitures et la façade principale) au titre des monuments historiques par arrêté du 20 décembre 1985.